# Sjusovardagen i Finland
I Finland är sjusovardagen inskriven den 27 juli i almanackan och firas i flera av de små kuststäderna. I Sverige var sju sovares dag den 27 juli en helgondag som utgick ur den svenska almanackan 1901 från att ha noterats sedan 1680.

## Badhusoch nöjesliv
På sjusovardagen ordnas publika evenemang på orter med badhushistoria, så som Hangö, Nådendal och  Raumo. Traditionen att fira sjusovardagen först som ett namnsdagskalas och så småningom som en uppsluppen karneval, går tillbaka till mitten av 1800-talet. Festligheterna kulminerade på 1800-talets slut fram till första världskriget och Finlands självständighet. Då upphörde de flesta badhotell med sin verksamhet. På 1950-talet återupplivades sjusovardagen på flera orter som ett publikt evenemang. Vanligen utses en känd person på orten till ”årets sjusovare” och en procession går på morgonen genom staden för att för att slänga personen i vattnet. Publiken och deltagarna i sjusovartåget är klädda i pyjamas och andra nattkläder. Evenemangen på sjusovardagen är sommar- och turistjippon på motsvarande sätt som hembygds- och sommarfester. År 2003 bestämde man i Nådendal att den offentliga person som utses till sjusovare i staden är ”Finlands officiella sjusovare”.

## Folktro
Enligt folktron skulle det regna i sju veckor om det regnade på sjusovardagen. Att den som sover på sjusovardagen kommer att vara sömnig hela året hör mer ihop med badhusepokens karnevaltraditioner och är ett 1900-talsfenomen. Legenden om sju kristna bröder som gömde sig i en grotta i staden Efesos, somnade och vaknade 200 år senare, anknyts också till sjusovardagen. Eftersom de sovit så länge förklarades de vara martyrer och fick en dag i almanackan.